# توريكوسو
توريكوسو هي كومونا في مقاطعة بينيفنتو في منطقة كامبانيا الايطالية، وتقع على بعد حوالي 50 كيلو متر في الشمال الشرقي لمدينة نابولي وحوالي 10 كيلو متر شمال غرب بينيفنتو. وتقع مدينة توريكوسو على حدود البلدات التالية بينيفنتو, فوجليانيس, فراجنتو مونفورت, باوبيسي, بونتي وفيتولانو.